# Istanbul Bisons 2024
Questa voce raccoglie le informazioni riguardanti gli Istanbul Bisons nelle competizioni ufficiali della stagione 2024.

## 1. Lig 2024

### Stagione regolare
| Istanbul 10 marzo 2024, ore 14:00 1ª giornata | Boğaziçi Sultans | 6 – 21 | Istanbul Bisons | Anadolu Hisar Kampüsü Spor Tesisler |

| Düzce 17 marzo 2024, ore 14:00 2ª giornata | Istanbul Bisons | 7 – 0 | ODTÜ Falcons | Düzce Üniversitesi Futbol Sahası |

| Smirne 6 aprile 2024, ore 18:30 3ª giornata | İzmir Halcyons | 0 – 22 | Istanbul Bisons | Balçova Spor Kompleksi |

| Istanbul 21 aprile 2024, ore 15:00 4ª giornata | Istanbul Bisons | 13 – 21 | ITÜ Hornets | İTÜ Maslak Futbol sahası |

| Istanbul 28 aprile 2024, ore 15:00 5ª giornata | Istanbul Bisons | 15 – 30 | Koç Rams | İTÜ Maslak Futbol sahası |

| Ankara 11 maggio 2024, ore 21:30 6ª giornata | Gazi Warriors | 16 – 13 | Istanbul Bisons | Yeni Mahalle Hasan Doğan Stadyumu |

| Istanbul 19 maggio 2024, ore 17:00 7ª giornata | Istanbul Bulls | 17 – 3 | Istanbul Bisons | Yenikapı Spor Tesisi |

## Statistiche di squadra
| Competizione      | %Vittorie | In casa | In casa | In casa | In casa | In casa | In casa | In trasferta | In trasferta | In trasferta | In trasferta | In trasferta | In trasferta | Totale | Totale | Totale | Totale | Totale | Totale |
| Competizione      | %Vittorie | G       | V       | N       | P       | Pf      | Ps      | G            | V            | N            | P            | Pf           | Ps           | G      | V      | N      | P      | Pf     | Ps     |
| ----------------- | --------- | ------- | ------- | ------- | ------- | ------- | ------- | ------------ | ------------ | ------------ | ------------ | ------------ | ------------ | ------ | ------ | ------ | ------ | ------ | ------ |
| Stagione regolare | .429      | 3       | 1       | 0       | 2       | 35      | 51      | 4            | 2            | 0            | 2            | 59           | 39           | 7      | 3      | 0      | 4      | 94     | 90     |
| Totale            | .429      | 3       | 1       | 0       | 2       | 35      | 51      | 4            | 2            | 0            | 2            | 59           | 39           | 7      | 3      | 0      | 4      | 94     | 90     |